# Поле Бродмана 29
Поле Бродмана 29, також відомий як гранулярне ретролімбічне поле 29 або гранулярна ретроспленальна кора  це ділянка, визначена за допомогою досліджень цитоархітектоніки в ретроспленальній зоні кори головного мозку. У людини це вузька смуга, розташована в перешийку поясної звивини. Цитоархітектонічно вона обмежена зсередини полем Бродмана 26 і зовні агранулярним ретролімбічним полем Бродмана 30 (Бродман-1909).
Корбініан Бродман, перший дослідник полів, які пізніше були названі його іменем, серед інших коментарів про поле 29, зокрема вказав:
```
"Незвичайно зменшений шар II разом із шаром III знайдено в 
гранулярній ретроспленальній корі
 й проілюстровані (на мал. з 38 по 41) для чотирьох різних тварин. Тут, на додаток до регресії шарів II і III, є злиття оригінальних шарів V і VI і в той же час ізольоване масивне збільшення внутрішнього зернистого шару (що особливо помітно на малюнках 38 і 39;...)"
```